# Gephyromantis klemmeri
Gephyromantis klemmeri är en groddjursart som beskrevs av Jean Guibé 1974. Gephyromantis klemmeri ingår i släktet Gephyromantis och familjen Mantellidae. IUCN kategoriserar arten globalt som sårbar. Inga underarter finns listade i Catalogue of Life.